# Мімасака (Окаяма)
Мімасака (яп. 美作市) — місто в Японії, в префектурі Окаяма.

## Міста-побратими
- Сен-Валантен, Франція (1988)
- Етідзен, Японія (1990)
- Неяґава, Японія (1991)
- St. Valentin, Австрія (1994)
- Saint-Valentin, Канада (1997)
- Ōhara-chō, Японія та Глезе, Франція, за погодженням мера Мімасаки Сейдзі Хагівара (1999)